# Provincia Nicolás Suárez
La provincia de Nicolás Suárez es una provincia boliviana situada en el norte del país en el departamento de Pando. Su capital es Porvenir y su ciudad más poblada es Cobija, ciudad que a la vez es la capital del departamento. Limita al norte con Brasil, al oeste con Perú, al sur con la provincia de Manuripi, y al este con la provincia de Abuná. Recibió su nombre en homenaje al héroe y empresario boliviano Nicolás Suárez Callaú. La provincia Nicolás Suárez tiene una población de 60 297 habitantes (INE 2012). y una densidad de 6,14 hab/km².

## Historia
La provincia fue creada con el nombre de Tahuamanu, junto con la ley de creación del departamento de Pando del 24 de septiembre de 1938. Posteriormente, el nombre de la provincia se cambió por el de Nicolás Suárez, mediante el decreto supremo 2714 del 8 de septiembre de 1951, durante el gobierno de Hugo Ballivián.

## Superficie
La provincia de Nicolás Suárez tiene una superficie de 9819 km² y representa el 15.38 % del departamento.

## Demografía
De acuerdo con el censo boliviano de 2024, la población de la provincia de Nicolás Suárez es de 69 378 habitantes.
La población de la provincia casi se ha cuadruplicado en las últimas tres décadas:
| Año  | Habitantes | Fuente |
| ---- | ---------- | ------ |
| 1992 | 18 447     | Censo  |
| 2001 | 29 536     | Censo  |
| 2012 | 60 297     | Censo  |
| 2024 | 69 378     | Censo  |

| N.º | Municipio  | Censo 1992 | Censo 2001  | Censo 2012 | Censo 2024 | Crecimiento 1992‑2024 |
| --- | ---------- | ---------- | ----------- | ---------- | ---------- | --------------------- |
| 1.º | Cobija     | 22 324     | (dato 2001) | —          | 69 378     | +211,0 %              |
| 2.º | Porvenir   | —          | 3 713       | 4 267      | 8 970      | +141,5 %              |
| 3.º | Bolpebra   | —          | 1 194       | —          | 2 319      | +76.1 %               |
| 4.º | Bella Flor | —          | 2 305       | —          | —          | —                     |

## División política
La provincia de Nicolás Suárez está dividida en 4 municipios, los cuales son:
| Municipios de la provincia | Capital     |
| -------------------------- | ----------- |
| Porvenir                   | Porvenir    |
| Cobija                     | Cobija      |
| Bolpebra                   | Bolpebra    |
| Bella Flor                 | Santa Lucía |